# 切磋琢磨
切磋琢磨（せっさたくま）とは、故事成語・四字熟語の1つ。

## 概要
元々は『詩経』の衛風・淇奥（きいく）篇で用いられた表現であり、衛の武公の自己研鑽ぶりを表現したもの。
切・磋・琢・磨とは、元来はそれぞれが材料を加工する作業の事を表す表現であり、
- 「切」とは骨を切って加工する作業。
- 「磋」とは象牙をといで加工する作業。
- 「琢」とは玉（ぎょく）を打って加工する作業。
- 「磨」とは石を磨いて加工する作業。

という意味である。それが上記の『詩経』の用法から、「自己研鑽」を意味するようになり、 学問や道徳、また技芸などをみがき上げることを意味する語ともなった。

## 用法
多くは研鑽を積むことで将来へ繋がる基盤を作ることができることを意味する。
日本語でも好んで用いられる四字熟語であり、特に「琢磨（たくま）」は男性名としてもよく用いられる。